# Вырубов, Александр Александрович
Александр Александрович Вырубов (1882—1962) — русский актёр и режиссёр.

## Биография
Родился 21 июля 1882 года[по какому календарю?].
Играл в Московском художественном театре (МХТ); выступал в 1-й студии МХТ. Снимался в кино. Был одним из первых жильцов дома Нирнзее.
В 1922 году эмигрировал. Жил в Берлине, Париже. Входил в Пражскую группу МХТ (1922—1929), участвовал в её парижских гастролях с 1926 года. Выступал в концертах и на благотворительных вечерах. В 1929 году входил в состав труппы Русского интимного театра Д. Н. Кировой. Затем перешёл в Рижский драматический театр. С 1948 года — снова в Париже; играл в Русском драматическом театре (1950—1954), Русском театре (дирекция К. Константинова) (1955—1957).
В 1950-х годах участвовал в собраниях Кружка друзей и почитателей И. С. Шмелёва, в вечерах памяти Н. В. Гоголя, Ф. И. Шаляпина, Н. А. Тэффи, Н. Н. Евреинова, И. А. Бунина и др.
Последние годы жил в Русском доме в Кормей-ан-Паризи, где и умер 2 июня 1962 года. Похоронен на кладбище Сент-Женевьев-де-Буа.

## Роли в кино
- 1914 Король, закон и свобода (Грелье, бельгийский писатель)
- 1915 Женщина завтрашнего дня (профессор)
- 1915 Вот мчится тройка почтовая (Иван)
- 1915 Грёзы (Сергей Николаевич Неделин)
- 1915 Дети века (чиновник)
- 1915 Затравленная
- 1915 Инвалиды духа
- 1915 Ирина Кирсанова (Валерий Ронецкий)
- 1915 Пламя неба (Ронов, профессор астрономии)
- 1915 Потоп (князь Януш Радзивилл, воевода Виленский)
- 1916 Миражи (Сергей, жених Марианны)
- 1917 Лгущие богу (Игнатий)
- 1917 Падающего — толкни (Гартунг, друг семьи)
- 1917 Тёмная вера
- 1918 Бегуны
- 1918 Любовь поругана... задушена... разбита... (Лихонин)
- 1918 Мятежное море страстей (Лихонин)
- 1920 Счастье — лишь сон золотой